# Giao Ma Vương
Giao Ma Vương (phồn thể: 蛟魔王, giản thể: 蛟魔王),  là một nhân vật được nhắc đến trong tác phẩm Tây du ký của Ngô Thừa Ân. Bản thể là một con giao long. Hắn là một trong những Ma Vương đứng vị trí thứ hai trong Thất Đại Thánh. Bản lĩnh của Hắn nếu giao đấu trên cạn có thể không bằng Tôn Ngộ Không nhưng nếu giao chiến dưới nước thì Giao Ma Vương không hề có đối thủ với biệt tài bơi dưới nước như đi bộ trên cạn.

## Tiểu sử
Hắn vốn dĩ là đứa con riêng của Bắc Hải Long Vương nhưng do ngoại hình khác biệt nên bị Long tộc vứt bỏ. Giao Ma Vương mang trong mình nỗi oán hận cho nên Hắn mới tự xưng là Phúc Hải Đại Thánh với hàm ý rằng lật đổ Bắc Hải Long Vương. Tuy là một Ma Vương nhưng Hắn vẫn mang trong mình Thần Long huyết mạch hết sức lợi hại và không thể xem thường.